# Boest Krat højene
Boest Krat højene består af otte gravhøje. De er de største og mest velbevarede grupper af gravhøje i området ved Boest øst for Nørre Snede, sammen med Godthåbhøjene55°59′42″N 9°26′23″Ø / 55.9949°N 9.4397°Ø der ligger 2,5 km mod nordvest. Højene er formentlig fra bronzealderen, men har aldrig været udgravet, derfor er man ikke helt sikker på dateringen. Højene i Boest Krat ligger nu i en bevoksning med egetræer og Godthåbhøjene er begroet med lyng og lidt blandet buske.
Området ved Boest havde et velorganiseret samfund, hvad flere flotte fund af randlisteøkser, guldarmringe, lansespidser og spiralringe af guld indikerer.